# Claude Onesta
Claude Onesta (Albi, 6 de febrero de 1957) es un exbalonmanista y entrenador de balonmano francés, exselecciondor nacional de Francia, cargo que ocupaba desde 2001 al que accedió tras ser designado para sustituir a Daniel Costantini.
Es, junto a Vladímir Maksímov, el único entrenador que ha conquistado los tres principales títulos balonmanísticos masculinos del mundo: Europeo, Mundial y Juegos Olímpicos. Ulrik Wilbek logró también tal registro, pero en la competición femenina.

## Palmarés

### Como seleccionador
- Juegos Olímpicos
  -  Medalla de oro en los Juegos Olímpicos de Pekín 2008.
  -  Medalla de oro en los Juegos Olímpicos de Londres 2012.
- Medalla de plata en los Juegos Olímpicos de Río de Janeiro 2016
- Mundial
  -  Medalla de bronce en el Mundial de Portugal 2003.
  -  Medalla de bronce en el Mundial de Túnez 2005.
  -  Medalla de oro en el Mundial de Croacia 2009.
  -  Medalla de oro en el Mundial de Suecia 2011.
  -  Medalla de oro en el Mundial de Catar 2015.
- Europeo
  -  Medalla de oro en el Europeo de Suiza 2006.
  -  Medalla de bronce en el Europeo de Noruega 2008.
  -  Medalla de oro en el Europeo de Austria 2010.
  -  Medalla de oro en el Europeo de Dinamarca 2014.
- Juegos Mediterráneos
  -  Medalla de plata en los Juegos Mediterráneos de 2009.

### Como entrenador
- Copa de Francia: 1998, en Toulouse Handball.